# Compagnie des chemins de fer des Charentes
La Compagnie des chemins de fer des Charentes, dite aussi Compagnie des Charentes ou des deux Charentes, est une société anonyme française créée en 1863, à la suite d'une concession de quatre lignes de chemin de fer attribuées en 1862. Elle est rachetée par l'Administration des chemins de fer de l'État en 1878.

## Histoire

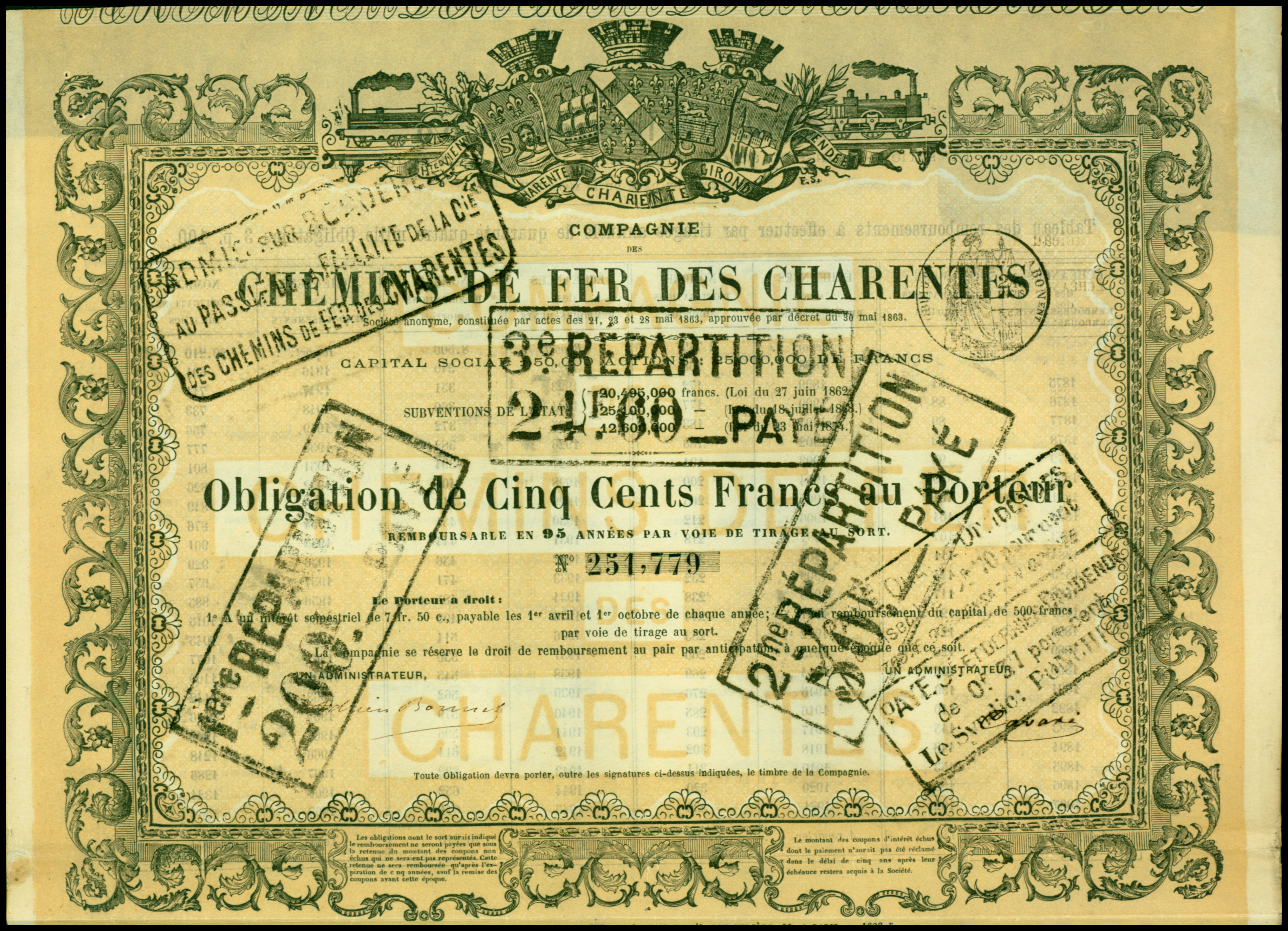
Obligation de la Compagnie des chemins de fer des Charentes en date du 1875

En 1862, on assiste à une évolution de la politique d'adjudication des lignes de chemin de fer par l'État. Le rapport de M. Rouher, préambule au décret du 19 avril 1862, préconise de maintenir le principe des grands réseaux, tout en se réservant la possibilité de concéder des « lignes distinctes » à de nouvelles compagnies. La création de la Compagnie des chemins de fer des Charentes va découler de cette préconisation. Le 6 juillet 1862, un décret impérial adjuge à MM. les fils de Guilhou jeune, banquiers à Paris, 296 kilomètres de voies ferrées en quatre lignes : de Napoléon-Vendée à La Rochelle, de Rochefort à Saintes, de Saintes à Coutras, et de Saintes à Angoulême. Le décret prévoit une subvention de 20 495 000 francs et la constitution d'une société anonyme qui doit se substituer aux adjudicataires.
Le 30 mai 1863, un décret autorise la création de la Compagnie des chemins de fer des Charentes, société anonyme au capital de 25 millions de francs réparti en 50 000 actions. Les membres statutaires du premier conseil d'administration sont Messieurs : Numa Guilhou, Victor de Bertier, le général Bougenel, le comte de Bougy, Brian, Cavaré aîné, Émile Chevalier, le marquis Cusani, Guilhou père, Charles Jenty, Lainel, Lauxerrois, et Tavernier. Le siège est fixé à Paris.
Son directeur était un vétéran du Strasbourg – Bâle d'origine anglaise, Georges Love, centralien qui dirigera la compagnie pendant dix ans, et son ingénieur conseil Dominique Bazaine, ingénieur des Ponts et Chaussées. Un certain Bonnefond prend en charge le service du matériel et de la traction. Les problèmes administratifs et techniques firent que les travaux durèrent sept ans.
- En 1867, était ouverte la ligne Rochefort – Angoulême via les villes de Saintes et de Cognac. Cette réalisation majeure pour la Compagnie des Charentes – car elle fut la seule ligne à être rentable depuis son inauguration – fut établie en trois étapes successives. La première section ferroviaire relia la gare PO de Rochefort à Saintes le 15 avril 1867, la seconde relia Saintes à Cognac le 31 mai 1867 et la dernière section relia Cognac à la bifurcation des Alliers près d'Angoulême, inaugurée le 25 octobre 1867.
- En 1869, fut réalisée la section de Beillant à Pons (c'est à Beillant que se situe l'embranchement vers Pons sur la ligne de Saintes à Cognac).
- En 1870, la gare de Pons était reliée à celle de Jonzac.
- En 1871, la section de Jonzac à Montendre fut mise en service ainsi que la ligne de La Roche-sur-Yon à La Rochelle. Mais à La Rochelle, il y avait interruption entre les deux lignes, l'accord de transit sur les voies de la Compagnie du chemin de fer de Paris à Orléans pour rejoindre Rochefort n'étant intervenu que le 17 juin 1872. En effet, l'armée interdisant de longer la côte, la ligne passait alors par Aigrefeuille.
- Le 29 décembre 1873, la ligne directe de La Rochelle à Rochefort était ouverte. Durant cette même année, furent ouvertes les sections de Montendre à Saint-Mariens Saint-Yzan et de Saint-Mariens - Saint-Yzan à Blaye (10 octobre 1873).
- Le 19 octobre 1874, la ligne arrivait enfin à Coutras à l'est de Libourne.
- Le 26 avril 1875, la Compagnie des Charentes inaugurait la ligne de Limoges à Angoulême, qui avait été déclarée d'utilité publique le 26 juillet 1868.

La Compagnie fut en déficit dès 1870, et à partir de cette date, les recettes ne couvrirent au plus que 62 % des dépenses de fonctionnement. Elle ne put jamais, à cause de l'hostilité du Paris – Orléans, obtenir un accès direct à Bordeaux. Elle finit par déposer son bilan et le rachat par l'État intervint le 12 janvier 1878 lors de la création de l'Administration des chemins de fer de l'État. Elle possédait alors 541 km de lignes.
Son trafic, pour sa dernière année d'exploitation, s'établit comme suit :
- 16 227 trains, dont 7 036 PV[3] ;
- 2 027 370 km parcourus ;
- 1 552 778 voyageurs (47 266 en 1re classe et 198 648 en 2e classe) ;
- 504 239 tonnes de marchandises transportées ;
- Parcours moyen par voyageur : 38 km pour 2,19 F ;
- Parcours moyen pour les marchandises : 8,107 km pour 5,82 F.

## Date d'ouverture des lignes
Les différentes sections de lignes furent ouvertes aux dates indiquées dans le tableau ci-dessous.
| Section                           | Date             |
| --------------------------------- | ---------------- |
| Rochefort - Saintes               | 15 avril 1867    |
| Saintes - Cognac                  | 31 mai 1867      |
| Cognac - Angoulême                | 22 octobre 1867  |
| Beillant - Pons                   | 25 mars 1869     |
| Pons - Jonzac                     | 26 janvier 1870  |
| La Roche-sur-Yon - La Rochelle    | 14 mars 1871     |
| Jonzac - Montendre                | 6 novembre 1871  |
| Bordeaux - La Sauve               | 15 mai 1873      |
| Montendre - Saint-Mariens         | 16 octobre 1873  |
| Saint-Mariens - Blaye             | 10 octobre 1873  |
| La Rochelle - Rochefort           | 29 décembre 1873 |
| Saint-Mariens - Coutras           | 19 octobre 1874  |
| Angoulême - Limoges               | 26 avril 1875    |
| Taillebourg - Saint-Jean-d'Angély | 25 janvier 1878  |

## Matériel de traction

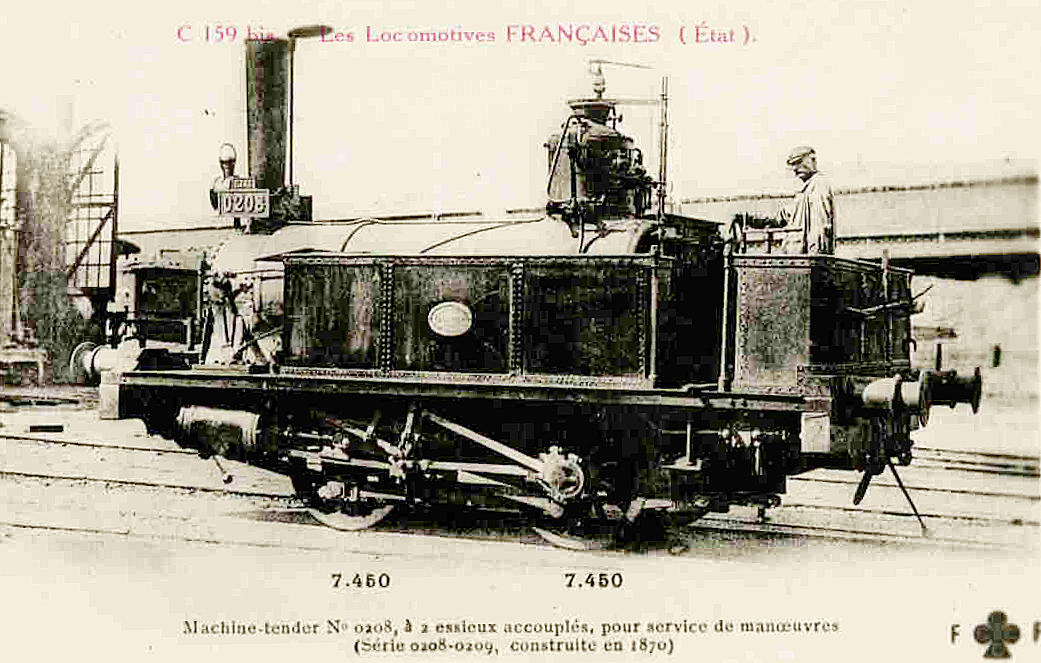
Locomotive L. Corpet n° 501, devenue 0208 État.

- 16 locomotives 030 numérotées 1 à 16, type Bourbonnais, pour service mixte, mises en service en 1867 et 1868. Dépôts d'attache : Saintes et Angoulême. Constructeur : Grafenstaden
- 13 locomotives 120 numérotées 101 à 113, type Forquenot 401 du PO, pour service mixte, mises en service en 1870 et 1871. Constructeur: Grafenstaden
- 31 locomotives 120 numérotées 151 à 181, type Forquenot 171 du PO, pour rapides, mises en service de 1873 à 1876. Constructeur : 12 aux Chantiers de l'Océan, le Havre, 19 chez Koechlin à Mulhouse.
- 18 locomotives 030 numérotées 51 à 68, type 812 du PO, service marchandises, mises en service en 1875 et 1876. Dépôts d'attache : Saintes et Angoulême. Constructeur : 12 à Grafenstaden et 6 chez Fives-Lille.
- 1 locomotive articulée 020+020 tender, système Meyer, baptisée "l'Avenir", construite par Cail en 1869, et achetée par les Charentes en 1872. Dépôt d'attache : Saintes
- 4 locomotives 020 tender, numérotées 501 à 504, construites par L.Corpet en 1870. Dépôt d'attache: Saintes.

## Matériel voyageurs
- 1 voiture-salon
- 30 voitures de 1re classe à trois compartiments - 24 places
- 18 voitures mixtes à deux compartiments de 1re classe et deux voitures de 2e classe (16 et 20 places)
- 1 voiture à étage des trois classes
- 46 voitures de 2e classe à quatre compartiments (40 places), dont quatre avec frein à vis
- 196 voitures de 3e classe à cinq compartiments (50 places), dont 51 avec frein
- 40 fourgons à bagages

Voitures et fourgons avaient été construits par Maze et Voisine, Chevalier Cheylus et Cie, David Desouches et Cie, Deletrez père, Gargan, Compagnie française de matériel de chemin de fer.

## Matériel marchandises
- 14 wagons-écuries
- 12 wagons à marée
- 778 wagons couverts dont 192 avec frein à vis
- 362 wagons à charbon dont 81 avec frein à vis
- 2 plateformes pour canons
- 145 wagons plats à pierre
- 20 wagons plats à traverse mobile
- 288 wagons plateformes
- 230 wagons à ballast dont 8 avec frein à vis
- 8 wagons de secours
- 4 grues roulantes

## Personnel
Au 31 décembre 1877, la compagnie employait 2 382 personnes, dont 429 femmes.
Le personnel se répartissait ainsi :
- 84 à l'administration centrale ;
- 705 à l'exploitation dont 89 agents des trains ;
- 524 au service matériel et traction dont 104 mécaniciens et chauffeurs ;
- 969 au service d'entretien de la voie.